# Grand Central Madison
Grand Central Madison ist ein Pendlerbahnhof der Long Island Rail Road (LIRR) im Stadtteil Midtown East in Manhattan in New York City. Der Bau des neuen Terminals als Teil des Infrastrukturprojekts East Side Access begann 2008 und wurde am 25. Januar 2023 eröffnet. Der Bahnhof befindet sich unter dem Grand Central Terminal, der von der Metro-North Railroad der Metropolitan Transportation Authority (MTA) bedient wird.

## Beschreibung
Der Bahnhof Grand Central Madison ist ein unterirdischer achtgleisiger Kopfbahnhof. Er wurde gebaut, um die Fahrzeiten von und nach der East Side von Manhattan zu verkürzen und die Überlastung der an der West Side befindlichen Penn Station zu verringern, an dem bisher seit 1910 alle nach Manhattan fahrenden LIRR-Züge von Long Island endeten. Der Bahnhof wird von der Main Line der LIRR bedient, die alle Personennahverkehrsstrecken und fast alle Bahnhöfe auf Long Island mit Manhattan verbindet. Er ermöglicht zudem den Fahrgästen den Umstieg auf die Harlem-, Hudson- und New Haven-Linien der Metro-North Railroad sowie auf die Linien  der New York City Subway an der Station Grand Central–42nd Street.
Das Projekt East Side Access stellte mit neuen Eisenbahntunneln erstmals eine Verbindung zwischen dem Grand Central Terminal und der Hauptstrecke der Long Island Rail Road her. Für die Unterquerung des East River nutzen die Züge die untere Ebene des doppelstöckigen 63rd Street Tunnel, der ab 1969 gebaut wurde und nach Fertigstellung des Rohbaus in den 1970er Jahren zunächst ungenutzt blieb. Während seine obere Ebene seit 1989 von U-Bahnen befahren wird, wurden erste Aufträge für den Ausbau der unteren Tunnelebene im Rahmen von East Side Access im Jahr 2006 vergeben.
Da East Side Access unterhalb des Niveaus der U-Bahnen gebohrt wurde, liegen die Bahnsteige als dritte und vierte Ebene unter den bisherigen Anlagen. Es gibt keine Gleisverbindungen mit der Metro-North Railroad. Die Bahnsteiggleise heißen 201 bis 204 auf den beiden oberen und 301 bis 304 auf den beiden unteren Ebenen. Je zwei Gleise befinden sich an einem Mittelbahnsteig in einem Trog. Je zwei Bahnsteige befinden sich übereinander, dazwischen liegt eine Verteilerebene beziehungsweise ein Zwischengeschoss (englisch Mezzanine), das sich entlang der gesamten Bahnsteiglänge erstreckt.
Der Bahnhof liegt 43 Meter (Zwischengeschoss) unter dem Straßenniveau und erstreckt sich von der East 42nd bis zur East 48th Street sowie zwischen Park und Madison Avenue. In diesem Bereich existieren fünf Zugänge zur Einzelhandels- und Servicehalle „Madison Concourse“ des Bahnhofs, der direkteste befindet sich an der Ecke Madison Avenue/East 47th Street. Hier befinden sich unter anderem ein Fahrkartenschalter, ein Wartebereich, ein Stillraum, ein Kundendienstbüro, Toiletten, Fahrkartenautomaten und Verkaufsflächen. Vom Madison Concourse führen vier Rolltreppenanlagen in das Zwischengeschoss (Mezzanines) und zu den Bahnsteigen, der Concourse ist des Weiteren durch einen Gang mit dem Grand Central Terminal und der U-Bahn-Station verbunden. Für den Bau des neuen Tiefenbahnhofs wurden die ehemalige Gleise 116–125 in der unteren Ebene vom Grand Central Terminal abgerissen.

## Galerie

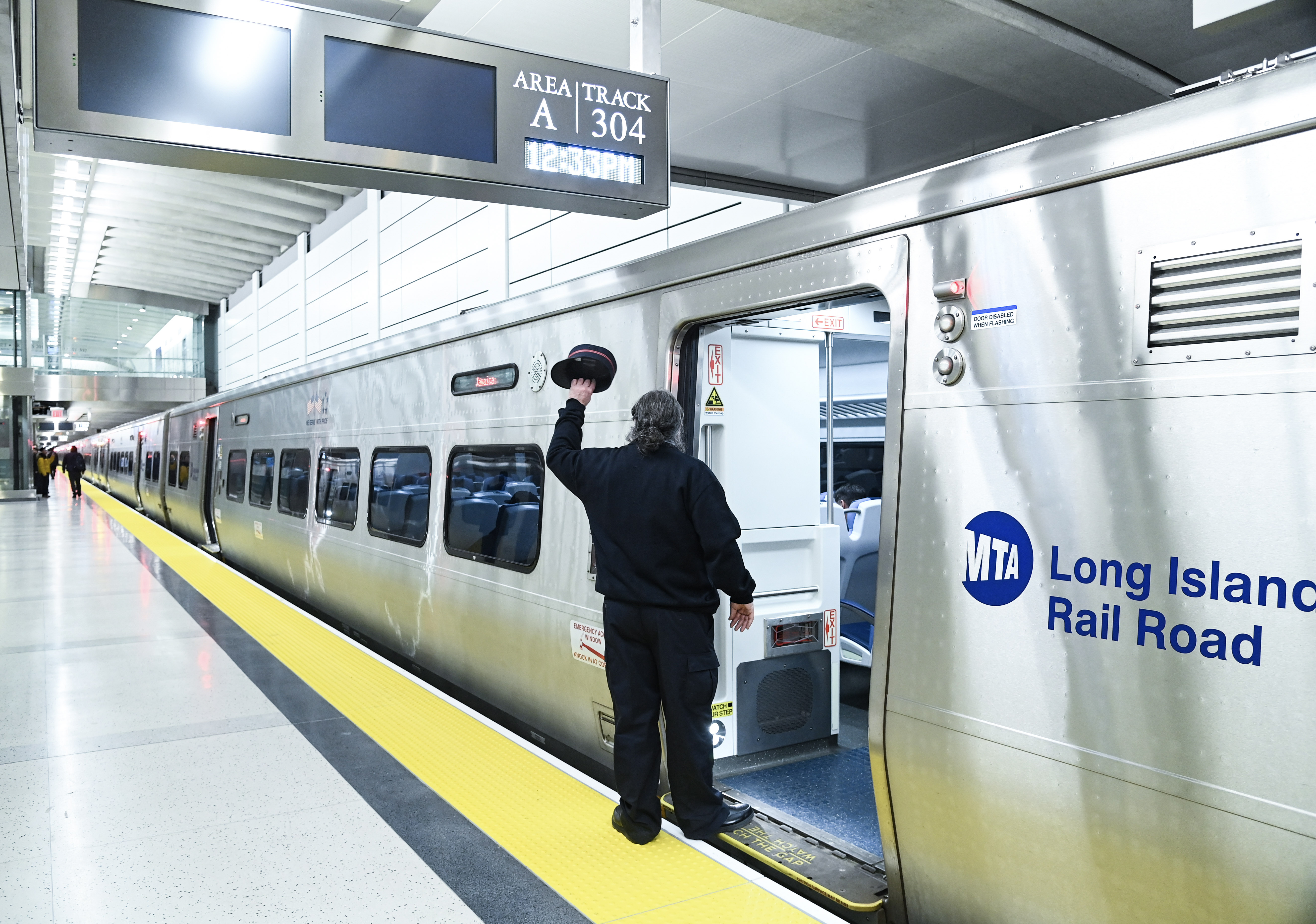
Einweihungsfahrt der LIRR im Grand Central Madison am 25. Januar 2023
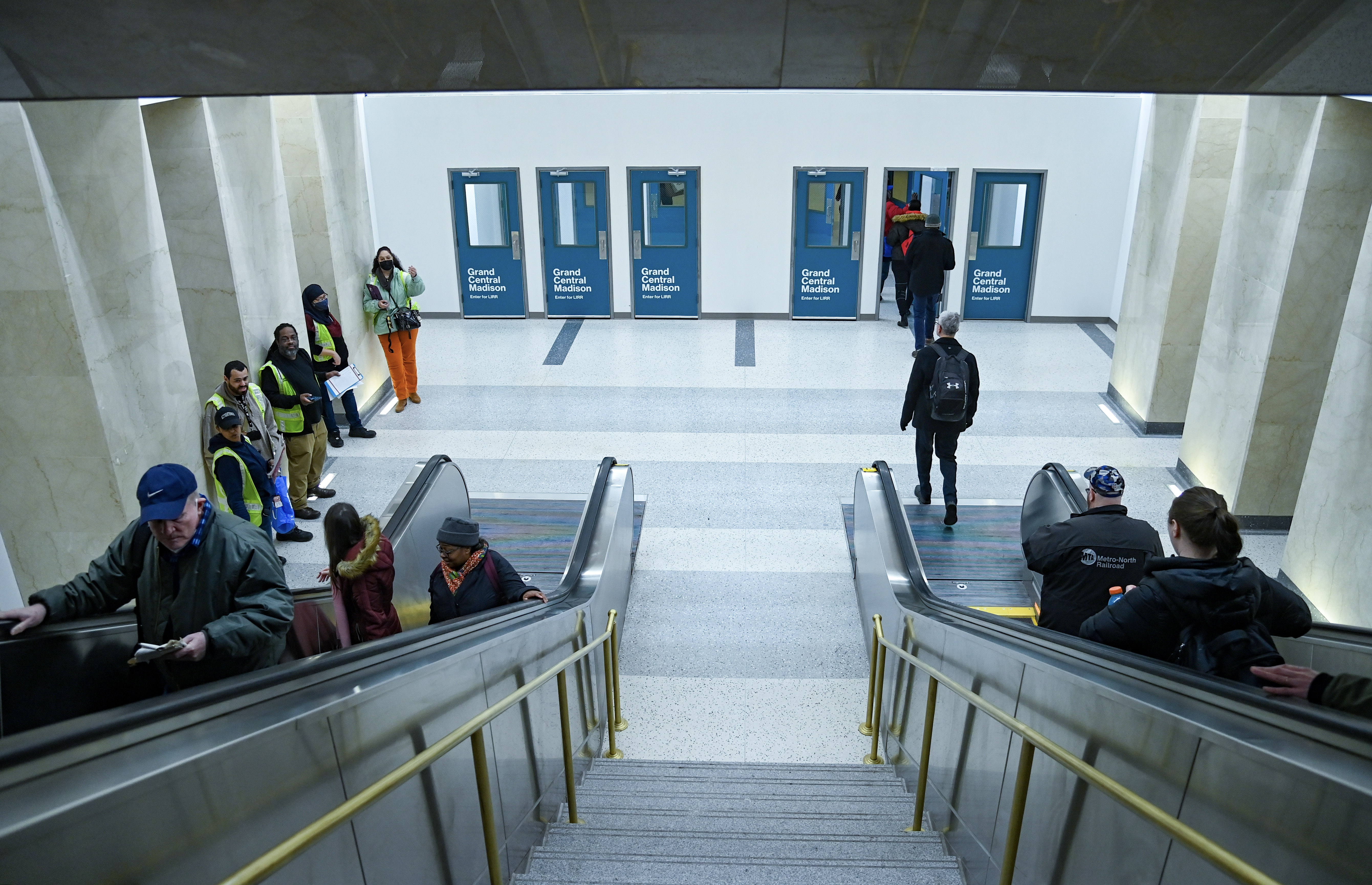
Zugang vom Grand Central Terminal in den Madison Concourse
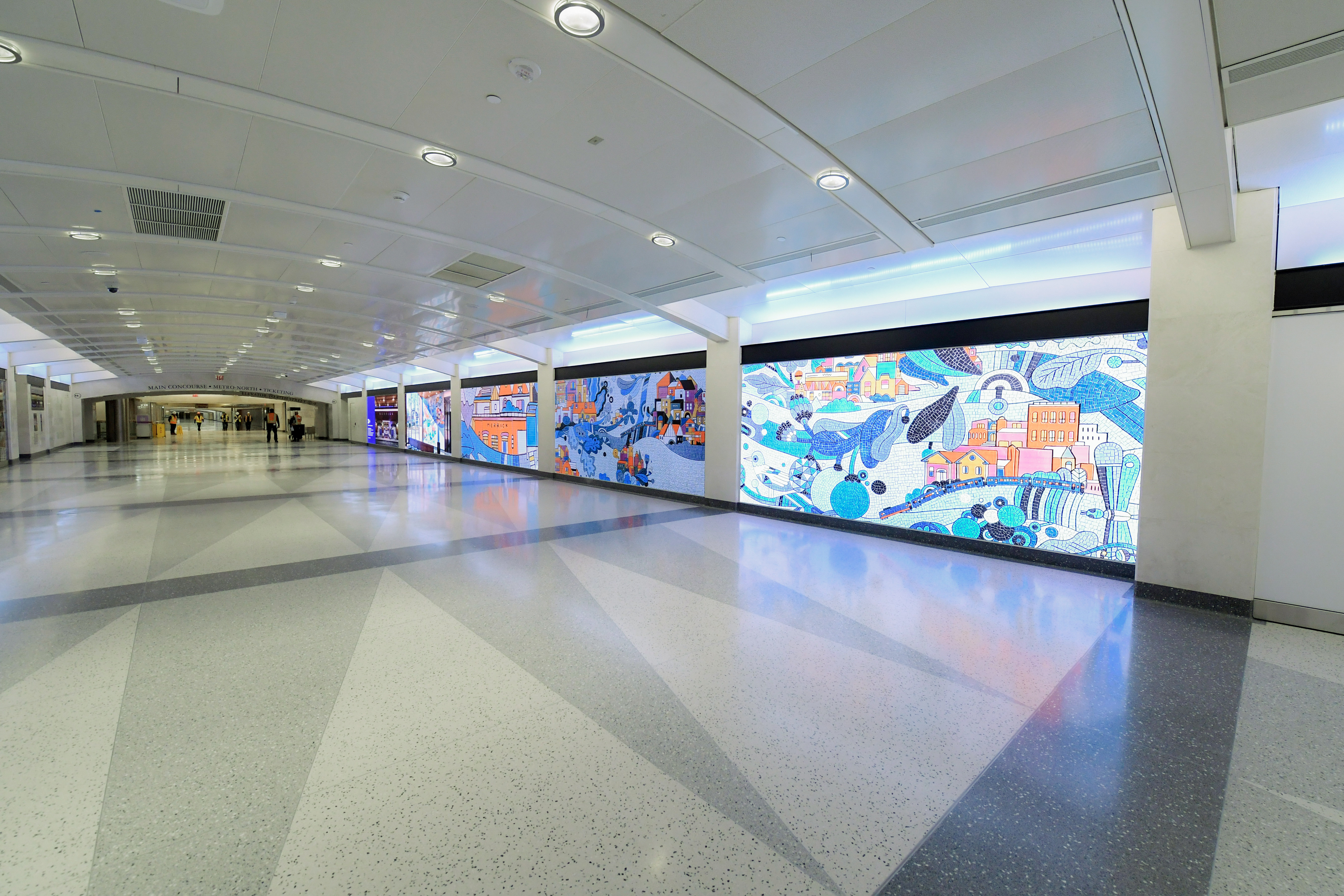
Madison Concourse zwischen Grand Central Terminal und Grand Central Madison
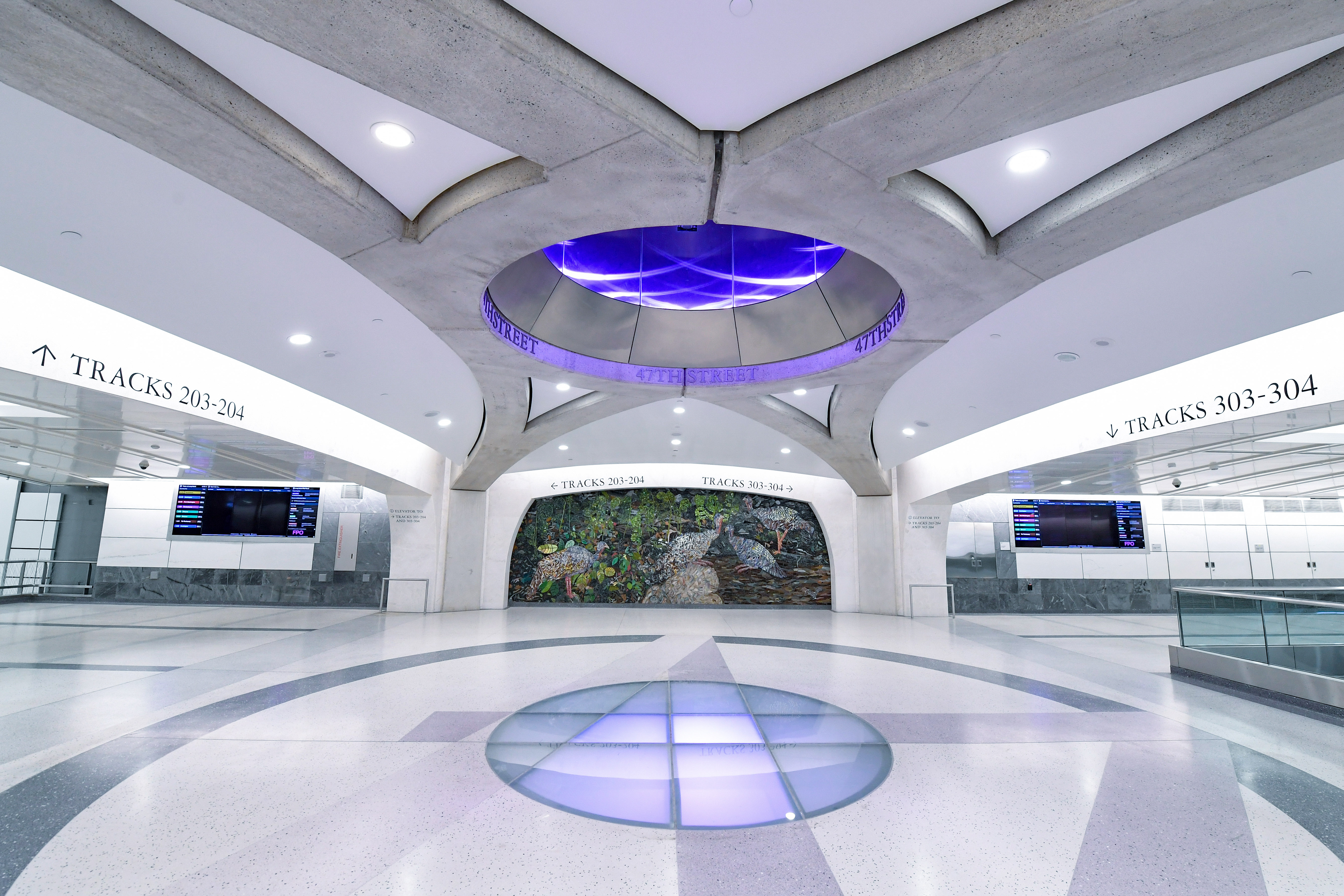
Kunstwerk im Zwischengeschoss
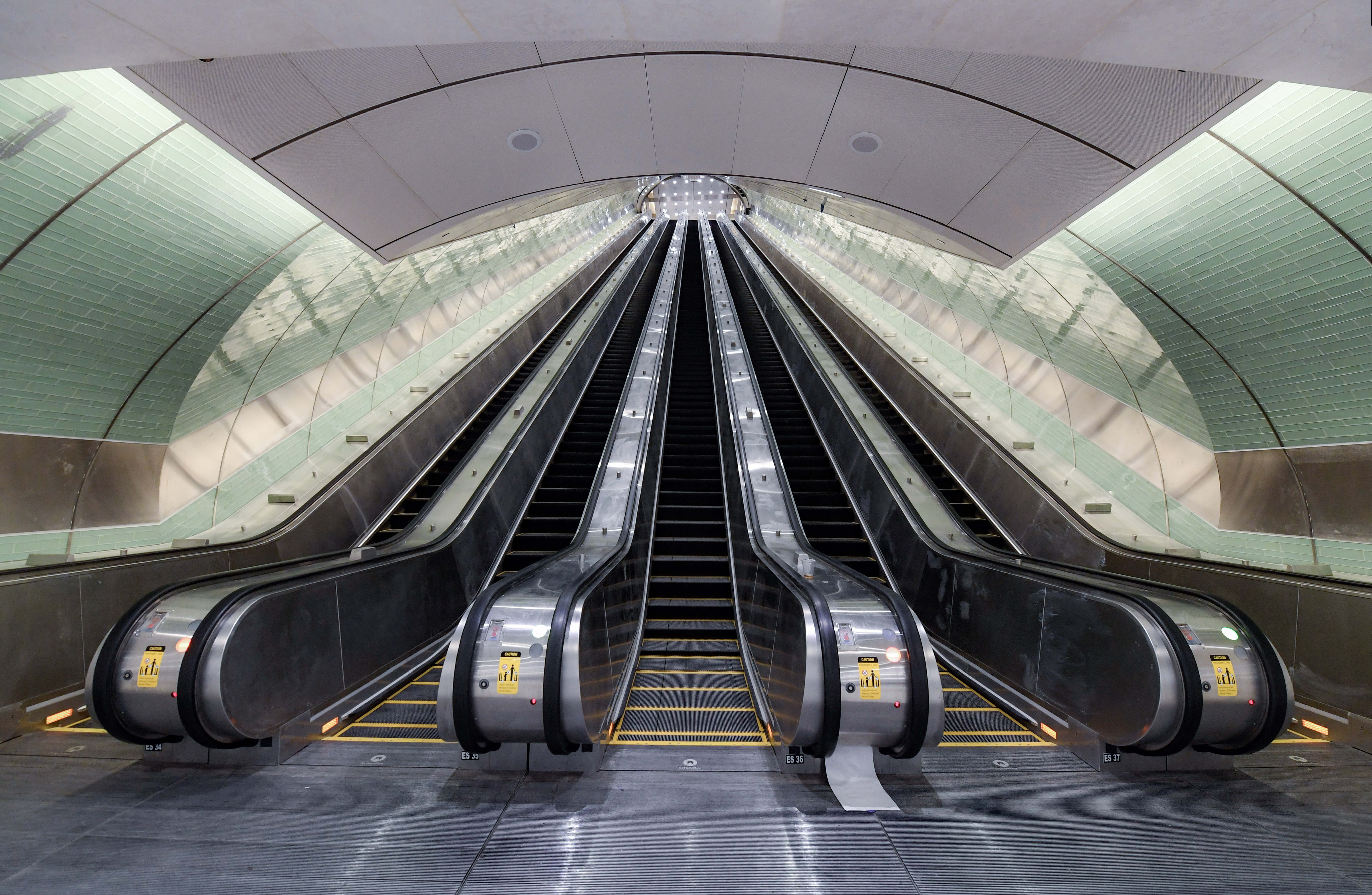
Rolltreppen zwischen Mezzanines und Madison Concourse, sie sind die längsten der Stadt.